# Rio dos Caixões
O rio dos Caixões é um rio brasileiro do estado do  Rio Grande do Sul.